# Ace in the Hole
Ace in the Hole (pt O Grande Carnaval / br A Montanha dos Sete Abutres) é um filme americano de 1951, do gênero drama, realizado por Billy Wilder, com roteiro de Walter Newman, Lesser Samuels e Billy Wilder, trilha sonora de Hugo Friedhofer, e figurino de Edith Head.

## Sinopse
Em Albuquerque, no Novo México, o repórter Charles Tatum foi dispensado de onze jornais, por onze diferentes razões. Está sem dinheiro no bolso e pede a Jacob Q. Boot, dono de um jornal local, que lhe dê um emprego temporário. Sua ideia era trabalhar nesse jornal no máximo por dois meses, mas após um ano não surgiu nenhuma outra oportunidade nem conseguiu escrever um bom artigo.
Tatum sente-se desmotivado. Deve acompanhar uma corrida de cascavéis. A primeira vista seria outro artigo sem o menor interesse, mas vai para o local com Herbie Cook, um auxiliar, motorista e fotógrafo. No meio do percurso param em um posto para colocar combustível no carro e Tatum descobre que Leo Minosa ficou preso numa mina enquanto buscava "relíquias indígenas". Tatum sente que esta reportagem é a grande oportunidade para ele.

## Elenco
- Kirk Douglas....Charles "Chuck" Tatum
- Jan Sterling.... Lorraine Minosa
- Robert Arthur.... Herbie Cook
- Porter Hall.... Jacob Q. Boot
- Frank Cady.... sr. Federber
- Richard Benedict.... Leo Minosa
- Ray Teal.... xerife
- Lewis Martin.... McCardle
- John Berkes.... pai Minosa
- Frances Dominguez.... mãe Minosa
- Frank Jaquet.... Sam Smollet
- Harry Harvey.... dr. Hilton
- Geraldine Hall.... Nellie Federber
- Gene Evans.... deputado

## Principais prémios e nomeações
- Recebeu uma nomeação ao Oscar de melhor argumento.
- Ganhou o Prêmio Internacional, no Festival de Veneza.